# Pascal Zaremba
Pour les articles homonymes, voir Zaremba.
Pascal Zaremba est un footballeur français, né le 2 septembre 1959 à Fresnes-sur-Escaut dans le Nord. Il joue au poste de libéro ou de milieu défensif de la fin des années 1970 au milieu des années 1990.
Formé à l'US Valenciennes-Anzin, il évolue notamment au Paris SG, avec qui il remporte la Coupe de France en 1983, au RC Lens, à l'AS Nancy-Lorraine et à l'AS Beauvais. Il termine sa carrière professionnelle dans son club formateur en 1994.
Il intègre ensuite la direction technique du Valenciennes FC et s'occupe des équipes de jeune du club puis devient adjoint de l'équipe réserve jusqu'en 2009.
Son frère, Bruno Zaremba est également un footballeur professionnel évoluant au poste d'attaquant. Ils disputent ensemble la saison 1980-1981 sous les couleurs valenciennoises.

## Biographie
Pascal Zaremba commence le football au Stade Fresnois, club de la ville de Fresnes-sur-Escaut où joue déjà son frère Bruno, de quatre ans son ainé. Ils sont repérés par l'US Valenciennes-Anzin et rejoignent alors ce club en 1973 pour Bruno et 1974 pour Pascal. Leur père, mineur, les accompagne à l'entraînement après son travail en équipe de nuit. Pascal Zaremba fait ses débuts en équipe première le 14 octobre 1978 face au Stade lavallois pour un match de la quinzième journée du championnat. Ce joueur athlétique s'impose comme titulaire au poste de défenseur central en 1980, année qu'il dispute avec son frère. En fin de saison, il est appelé par Jacky Braun en équipe de France espoirs et dispute le Tournoi de Toulon. Les « Bleuets » terminent 4e de la compétition. En 1981-1982, le club termine 18e du championnat et se retrouve relégué en division 2 après une défaite en barrage face au FC Mulhouse. Il termine cette saison en étant le meilleur buteur du club avec neuf buts, dont un triplé au Stade Nungesser, dans le derby face au Lille OSC.
Après huit ans à l'USVA, le club nordiste fortement endetté le transfère en 1982 au Paris SG où il signe un contrat de trois ans. L’entraîneur, Georges Peyroche, l'utilise en tant que milieu, stoppeur et même au poste de libéro quand Dominique Bathenay est blessé. Le club parisien termine 3e du championnat et en Coupe d'Europe des vainqueurs de coupe est éliminé en quart de finale de la compétition par le Waterschei. En Coupe de France, les Parisiens atteignent pour la seconde fois consécutive la finale où ils rencontrent le FC Nantes. Pascal Zaremba commence la rencontre au milieu de terrain et ouvre le score à la 3e minute sur un tir des vingt mètres. Il est replacé au poste de libéro à la mi-temps à la suite de la sortie du capitaine Dominique Bathenay. Le PSG s'impose sur le score de trois buts à deux. L'année suivante, le club parisien termine 4e du championnat. En Coupe des coupes, Pascal Zaremba inscrit le premier but des Parisiens lors des seizièmes de finale face au Glentoran FC. Au tour suivant, le PSG est battu par la Juventus FC de Michel Platini après deux matchs nuls.
Il retrouve le Nord en 1984 en signant au RC Lens. Les Lensois terminent 7e du championnat puis, l'année suivante, 5e se qualifiant ainsi de nouveau pour la coupe de l'UEFA. Après deux ans chez les « Sang et Or », il signe en 1986 au Havre AC où il ne reste qu'une saison. Il s'engage ensuite à l'AS Nancy-Lorraine en division 2. Après soixante-six rencontres de championnat disputées avec l'ASNL, il quitte le monde professionnel et joue alors une saison au Vieux Condé Foot, club amateur.
Il retourne chez les professionnels en 1990 à l'AS Beauvais et dispute trois saisons avec ce club. En 1993, il termine son parcours de footballeur en revenant dans son club formateur, l'US Valenciennes-Anzin. Il forme alors la charnière centrale de la défense avec Georges Santos.
En 1996, il revient au club, alors en CFA à la suite de deux relégations administratives successives, qui a pris le nom de Valenciennes FC. Pascal Zaremba devient entraîneur des débutants et des poussins pendant un an puis s’occupe jusqu'en décembre 1997 de l'équipe U17 du club. En janvier 1998, il devient entraîneur adjoint de la réserve du VAFC qui en fin de saison remporte le championnat de promotion d'honneur du Nord-Pas-de-Calais.  En 1998-1999, il devient l'adjoint de Ludovic Batelli en équipe première poste qu'il occupe jusqu'en 2001. Il redevient alors adjoint de l'équipe réserve, dirigée par Cyrille Joly. Avec ce duo, l'équipe remporte le titre de CFA 2 groupe A en 2007. Il occupe ce poste jusqu'en 2009, année où il arrête ses fonctions techniques au sein du club.
En 2022, le magazine So Foot classe Bruno et Pascal Zaremba dans le top 1000 des meilleurs joueurs du championnat de France, à la 858e place.

## Palmarès

### En club
- Vainqueur de la Coupe de France en 1983 avec le Paris SG

### Enéquipe de France
- International Espoirs en 1981
- Participation au Tournoi de Toulon en 1981 avec les Espoirs (4e)

## Statistiques
Le tableau ci-dessous résume les statistiques en match officiel de Pascal Zaremba durant sa carrière de joueur professionnel,.
| Saison      | Club                  | Pays   | Championnat    | Championnat    | Championnat    | Coupes nationales | Coupes nationales | Coupe d'Europe | Coupe d'Europe | Coupe d'Europe |
| Saison      | Club                  | Pays   | Division       | Matchs         | Buts           | Matchs            | Buts              | Type           | Matchs         | Buts           |
| ----------- | --------------------- | ------ | -------------- | -------------- | -------------- | ----------------- | ----------------- | -------------- | -------------- | -------------- |
| 1978 - 1979 | US Valenciennes-Anzin | France | Division 1     | 1              | 0              | -                 | -                 | -              | -              | -              |
| 1979 - 1980 | US Valenciennes-Anzin | France | Division 1     | 6              | 2              | 1                 | 0                 | -              | -              | -              |
| 1980 - 1981 | US Valenciennes-Anzin | France | Division 1     | 32             | 7              | 1                 | 0                 | -              | -              | -              |
| 1981 - 1982 | US Valenciennes-Anzin | France | Division 1     | 34             | 9              | 6                 | 4                 | -              | -              | -              |
| 1982 - 1983 | Paris SG              | France | Division 1     | 25             | 4              | 7                 | 1                 | C2             | 4              | 0              |
| 1983 - 1984 | Paris SG              | France | Division 1     | 34             | 6              | 1                 | 0                 | C2             | 4              | 1              |
| 1984 - 1985 | RC Lens               | France | Division 1     | 36             | 2              | 5                 | 1                 | -              | -              | -              |
| 1985 - 1986 | RC Lens               | France | Division 1     | 36             | 5              | 7                 | 0                 | -              | -              | -              |
| 1986 - 1987 | Le Havre AC           | France | Division 1     | 31             | 2              | 1                 | 0                 | -              | -              | -              |
| 1987 - 1988 | AS Nancy-Lorraine     | France | Division 2     | 33             | 1              | 5                 | 0                 | -              | -              | -              |
| 1988 - 1989 | AS Nancy-Lorraine     | France | Division 2     | 33             | 1              | 2                 | 0                 | -              | -              | -              |
| 1989 - 1990 | Vieux Condé Foot      | France | saison amateur | saison amateur | saison amateur | saison amateur    | saison amateur    | saison amateur | saison amateur | saison amateur |
| 1990 - 1991 | AS Beauvais           | France | Division 2     | 32             | 2              | 4                 | 0                 | -              | -              | -              |
| 1991 - 1992 | AS Beauvais           | France | Division 2     | 31             | 2              | 1                 | 0                 | -              | -              | -              |
| 1992 - 1993 | AS Beauvais           | France | Division 2     | 31             | 0              | 1                 | 0                 | -              | -              | -              |
| 1993 - 1994 | US Valenciennes-Anzin | France | Division 2     | 15             | 0              | 2                 | 0                 | -              | -              | -              |
| Total       | Total                 | Total  | Total          | 410            | 43             | 44                | 6                 | -              | 8              | 1              |